# Jurij Kostenko
Jurij Iwanowycz Kostenko, ukr. Юрій Іванович Костенко (ur. 12 czerwca 1951 w Nowej Obodiwce w obwodzie winnickim) – ukraiński polityk i inżynier, kandydat nauk technicznych, poseł i minister.

## Życiorys
Absolwent Instytutu Budowy Maszyn w Zaporożu (1973). W pierwszej połowie lat 80. odbył aspiranturę, stopień kandydata nauk technicznych uzyskał w 1986. Pracował w zawodzie inżyniera.
Należał do założycieli Ludowego Ruchu Ukrainy (NRU), był m.in. wiceprzewodniczącym partii. W latach 1990–2006 przez cztery kadencje sprawował mandat deputowanego do Rady Najwyższej. Od października 1992 do maja 1995 pełnił funkcję ministra ochrony środowiska (od stycznia 1995 odpowiadał również za bezpieczeństwo jądrowe).
W 1999 wraz ze swoimi stronnikami powołał nową formację, od 2003 działającą pod nazwą Ukraińska Partia Ludowa (UNP), do której przystąpiła m.in. większość deputowanych NRU. W 1999 kandydował w wyborach prezydenckich, uzyskując 2,2% głosów (6. miejsce na 13 kandydatów). W 2001 w imieniu swojego ugrupowania podpisał porozumienie o utworzeniu Bloku Nasza Ukraina. Przed wyborami parlamentarnymi w 2006 zainicjował powstanie koalicji sygnowanej nazwiskami swoim oraz Iwana Pluszcza; sojusz ten uzyskał 1,9% głosów i nie przekroczył wynoszącego 3% progu wyborczego.
W lipcu 2007 przystąpił wraz z UNP do bloku Nasza Ukraina-Ludowa Samoobrona, z listy którego w przedterminowych wyborach ponownie uzyskał mandat deputowanego. Bez powodzenia kandydował w wyborach prezydenckich w 2010 (otrzymał 0,2% głosów). W parlamencie zasiadał do 2012. W następnym roku na czele Ukraińskiej Partii Ludowej zastąpił go Ołeksandr Kłymenko. Jurij Kostenko powrócił na funkcję przewodniczącego w 2021.

## Odznaczenia
- Krzyż Wielki Orderu Zasługi (Portugalia, 1998)[3]